# Brad Robbins
Brad Robbins (Westerville, Ohio; 6 de octubre de 1998) es un jugador profesional estadounidense de fútbol americano, se desempeña en la posición de punter en Cincinnati Bengals, en la National Football League (NFL).

## Carrera
Fue seleccionado en la Reunión Anual de Selección de Jugadores de la NFL de 2023. Hizo su debut profesional con el equipo Cincinnati Bengals, lleva jugando una temporada.